# Zandlanglijf
De zandlanglijf (Sphaerophoria batava) is een vliegensoort uit de familie van de zweefvliegen (Syrphidae). De wetenschappelijke naam van de soort is voor het eerst geldig gepubliceerd in 1974 door Goeldlin.